# Taložne titracije
Taložne titracije (ili metode precipitacije) se ubrajaju u volumetrijske metode. Zasnivaju se na stvaranju teško rastvornih taloga u toku titracije. Iako postoji veliki broj reakcija pri kojima dolazi do nastanka taloga, broj primenjenih taložnih reakcija u ovoj metodi relativno je ograničen. Taložne titracije se ubrajaju u najstarije volumetrijske metode. Prvu taložnu titraciju uradio je Gej-Lisak 1832. godine, kako bi odredio količinu srebra prisutnog u novcu.

## Uslovi primene reakcija taloženja u kvantitativnoj analizi
Da bi neka hemijska reakcija mogla da se primeni u taložnim metodama volumetrijske analize, potrebno je da ispuni sledeće uslove:
- Kvantitativnost reakcije (proizvod rastvorljivosti jedinjenja koje se taloži treba da ima što manju vrednost, odnosno rastvorljivost taloga treba da je dovoljno mala, jer u suprotnom taloženje nije kvantitativno);
- Reakcija mora biti brza, bez sporednih reakcija;
- Nastali talog mora imati tačan stehiometrijski sastav;
- Mora postojati pogodan indikator za određivanje završne tačke titracije.

## Indikatori
Kod taložnih volumetrijskih metoda mogu se primeniti četiri vrste indikatora:
- Indikatori koji stvaraju obojeni talog (kalijum-hromat);
- Indikatori koji stvaraju obojeni kompleks (gvožđe(III)-amonijum-sulfat);
- Adsorpcioni indikatori (fluorescein, dihlorfluorescein, metil violet);
- Redoks-indikatori (difenilamin).

## Aparatura
Aparaturu za izvođenje taložnih titracije čine:
- Dva erlenmajera;
- Bireta;
- Laboratorijska čaša.

## Primena taložnih titracija
Taložne titracije se koriste za određivanje halogenid-jona, karbonata, hromata, cijanida, fosfata i drugih, pri čemu se kao standardni rastvor uglavnom koristi rastvor srebro-nitrata. Sa drugim taložnim reagensima i uz upotrebu adsorpcionih indikatora mogu se određivati joni nekih metala kao što su cink, kobalt, nikl, srebro i indijum.
Ne mogu se upotrebiti one taložne reakcije pri kojima se stvaraju amorfni, voluminozni talozi. Takvi talozi imaju veliku moć adsorpcije. Zbog adsorpcije jona koji se određuje, taloženje ne može biti kvantitativno. Zahtev da nastali talog mora imati tačan stehiometrijski sastav predstavlja najveće ograničenje široj primeni taložnih reakcija u volumetriji.
Naime, mnogi talozi nemaju tačan stehiometrijski sastav, a znatne smetnje može da predstavlja i koprecipitacija titrovane supstance ili reagensa na talogu. Pored toga, i vizuelno određivanje završne tačke titracije može biti otežano, naročito ako je on obojen. Iz ovih razloga metode zasnovane na taloženju u poređenju sa ostalim metodama volumetrije imaju ograničenu primenu.

## Metode taložne titracije
Taložne metode volumetrijske analize se mogu podeliti na dva načina:
- Na osnovu primene titracionog sredstva:

1. Argentometrija (titrant AgNO3);
2. Merkurometrija (titrant Hg(I));
3. Merkurimetrija (titrant Hg(II)).

- Na osnovi načina odredjivanja završne tačke titracije:

1. Metode bez upotrebe indikatora
  - Gej-Lisakova (J.L.Gay-Lussac) metoda - metoda bistre tačke;
  - Metoda po Libigu (Liebeg).
2. Metode sa upotrebom indikatora
  - Morova (K.F.Mohr) metoda - metoda građenja drugog taloga (direktna titracija);
  - Folhardova (Volhard) metoda (indirektna titracija);
  - Fajansova (K.Fajans) metoda (direktna titracija).

Ređe se koriste i:
1. Titracija uz indikaciju dodirnom reakcijom;
2. Titracija uz redoks-indikator;
3. Metode hidrolize.

### Argentometrija
1. Preusmereno na Argentometrija

Argentometrijskim metodama se nazivaju one volumetrijske metode određivanja gde se titracija izvodi standardnim rastvorom srebro-nitrata kao titrantom, a kao titrand koriste se halogenidi, najčešće hloridi. Argentometrija je zasnovana na osnovnoj reakciji taloženja halogenida sa Ag+-jonom:
X- + Ag+↔AgX(s)

### Gej-Lisakova metoda
Ova metoda se ubraja među najvažnije taložne metode kod kojih se titriše bez upotrebe indikatora. Koristi se za odredjivanje Ag+-jona titracijom rastvora NaCl:
Ag++Cl- →AgCl(s) (beli talog)
Talog AgCl koagulira i taloži se na dno posude u blizini završne tačke titracije. 

### Morova metoda
Morova metoda je metoda direktnog određivanja halogenida (X-, gde je X - halogeni element) standardnim rastvorom srebro-nitrata uz kalijum-hromat kao indikator, u neutralnim ili slabo baznim rastvorima:
X- + Ag+↔AgX(s) - reakcija titracije
U završnoj tački titracije, kada su svi X- joni staloženi u nerastvorni AgX, višak Ag+-jona reaguje sa CrO42--jonima iz K2CrO4 pri čemu nastaje talog Ag2CrO4, cigla crvene boje čime je indiciran kraj titracije:
CrO42- + 2Ag+ → Ag2CrO4(s) - reakcija završne tačke titracije
Nedostaci Morove metode:
- Ne mogu se titrisati jodidi, jer nastali talog AgI intenzivno adsorbuje hromatne jone, pa se ne uočava završna tačka titracije;
- Ograničenje metode je usko područje pH vrednosti.[3]

### Folhardova metoda
Folhardova metoda je metoda titracije Ag+-jona standardnim rastvorom tiocijanat-jona: 
Ag++SCN-↔ AgSCN(s) - reakcija titracije, 
uz Fe3+-jon(gvožđe(III)-amonijum-sulfat, FeNH4(SO4)2) kao indikatorom, koji sa viškom SCN--jonom daje kompleks intenzivno crvene boje:
Fe3+ + SCN- ↔ [FeSCN2+]
Titracija se mora izvoditi u kiseloj sredini,kako bi se sprečila hidroliza Fe3+ indikatora. Kada se svi Ag+-joni istitrišu u obliku belog taloga AgSCN, prvi višak dodatog SCN- reaguje sa Fe3+-jonom i gradi rastvoran crveni kompleks gvožđe(III)-rodanida.

### Fajansova metoda
Fajansova metoda titracije se zasniva na primeni adsorpcionih indikatora. Indikatorska reakcija se odigrava na površini taloga, pa se promena boje indikatora dešava na površini taloga usled adsorpcije. Titracije uz adsorpcione indikatore su brze i tačne. Njihova primena je ograničena na relativno mali broj taložnih reakcija kod kojih se koloidni talog brzo gradi.

### Titracija uz indikaciju dodirnom reakcijom
Princip indikacije završne tačke titracije dodirnom reakcijom je u tome, da se nakon svakog dodatka titracionog sredstva uzme kap bistrog titrisanog rastvora iznad taloga i doda kap rastvora indikatora. Ako je sav titrisani sastojak staložen titracionim sredstvom, i ako je titraciono sredstvo u neznatnom višku, iznad taloga dodirom kapi rastvora sa kapi indikatora dolazi do karakteristične reakcije između titracionog sredstva i indikatora. Ta karakteristična reakcija indicira višak titracionog sredstva i time završnu tačku titracije.

### Titracija uz redoks indikator
U ovoj grupi taložnih metoda, najpoznatiji je Kolthofov postupak titracije cinka rastvorom K4[Fe(CN)6] uz difenilamin kao indikator.

## Literatura
- Ljubinka V. Rajaković; Aleksandra A. Perić; Tatjana M. Vasiljević; Dragana Z. Čičkarić (2000). Kvantitativna hemijska analiza. Tehnološko-metalurški fakultet Univerziteta u Beogradu. ISBN 978-86-7401-146-1.

## Spoljašnje veze
- Izvođenje titracije
- Taložne Metode
- http://nasport.pmf.ni.ac.rs/materijali/736/TALOZNE%20TITRACIJE%201.ppt.